# Collège des Bergamasques
Le Collegio dei Bergamaschi est un palais situé au coin de la Via di Pietra avec la Via dei Bergamaschi , juste en face de la Piazza di Pietra, dans le rione Colonna de Rome.  

## Histoire
En 1729, la communauté des habitants de Bergame, ville située près de Milan, vivant à Rome, l'Arcinconfraternità dei Bergamaschi, a construit un grand bloc entre la Piazza Colonna et la Piazza di Pietra. Ils y construisirent un hôpital, un collège pour les étudiants bergamans et l'église de Santi Bartolomeo et Alessandro dei Bergamaschi. En outre, ils ont également construit des appartements à louer qui constituaient une source de revenus. Gabriele Vavassori, l'architecte qui a conçu la somptueuse façade du Palazzo Pamphili Via del Corso, était un membre de la communauté et a laissé sa marque sur le portail principal du Collegio. 
Actuellement, le rez-de-chaussée abrite le Gran Caffè la Caffettiera  . 